# 갱스터 랩

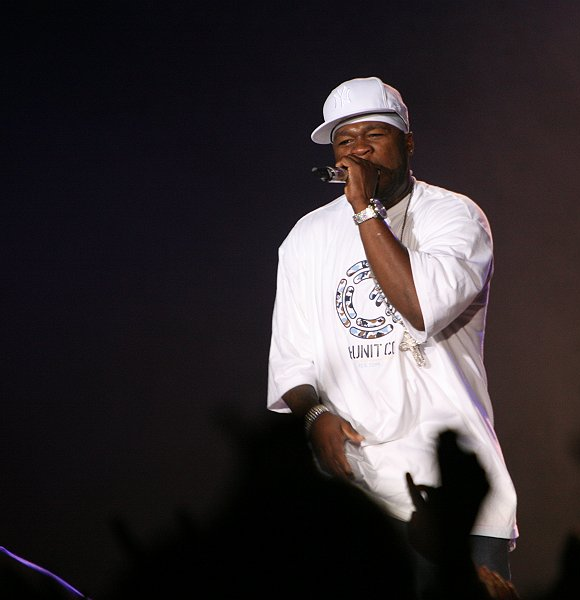

갱스터 랩(Gangsta rap)는 랩장르의 하나이다. 랩 중에서도, 특히 "과격하고 공격적인 가사를 이용하는 랩"을 가리킬 때 사용되는 말이다. 대표적인 아티스트는 닥터 드레, 스눕 독, NWA, 투팍등이 있다.